# هیروهیتو شینوهارا
هیروهیتو شینوهارا (انگلیسی: Hirohito Shinohara؛ زادهٔ ۳۰ نوامبر ۱۹۹۳) بازیکن فوتبال اهل ژاپن است.